# Rugby 7 en los Juegos Asiáticos 2022
El Rugby 7 en los Juegos Asiáticos de 2022 se disputó entre el 24 y 26 de septiembre de 2023 en el Hangzhou Normal University, participaron 13 selecciones masculinas y 7 selecciones femeninas de Asia.

## Equipos participantes
| - Afganistán - China - China Taipéi - Corea del Sur - Filipinas - Hong Kong - Japón - Malasia - Nepal - Singapur - Sri Lanka - Tailandia - Emiratos Árabes Unidos | - China - Hong Kong - India - Japón - Kazajistán - Singapur - Tailandia |

## Medallistas
| Evento                       | Oro       | Plata         | Bronce    |
| ---------------------------- | --------- | ------------- | --------- |
| Masculino (26 de septiembre) | Hong Kong | Corea del Sur | Japón     |
| Femenino (26 de septiembre)  | China     | Japón         | Hong Kong |